# Shoʻrsuv
Shoʻrsuv (uzb. cyr.: Шўрсув; ros.: Шорсу, Szorsu) – osiedle typu miejskiego we wschodnim Uzbekistanie, w wilajecie fergańskim, u podnóży Gór Ałajskich, w tumanie Oʻzbekiston. W 1989 roku liczyło ok. 2,3 tys. mieszkańców. W miejscowości działa fabryka rur drenarskich.